# Station Boissise-le-Roi
Station Boissise-le-Roi is een spoorwegstation aan de spoorlijn Corbeil-Essonnes - Montereau. Het ligt in de Franse gemeente Boissise-le-Roi in het departement Seine-et-Marne (Île-de-France).

## Geschiedenis
Het station is op 28 mei 1955 geopend.

## Ligging
Het station ligt op kilometerpunt 49,850 van de spoorlijn Corbeil-Essonnes - Montereau.

## Diensten
Het station wordt aangedaan door treinen van de RER D tussen Villiers-le-Bel - Gonesse/Juvisy en Melun via Évry - Courcouronnes. Tijdens de spits rijden de treinen niet verder van Juvisy, in de daluren rijden de treinen verder naar Villiers-le-Bel - Gonesse.

## Vorig en volgend station
| Richting                          | Vorig station       | Lijn  | Volgend station | Richting |
| --------------------------------- | ------------------- | ----- | --------------- | -------- |
| Juvisy (via Évry - Courcouronnes) | Ponthierry - Pringy | RER D | Vosves          | Melun D2 |